# Leopoldo Marechal
Pour les articles homonymes, voir Maréchal.
Œuvres principales
- Jours comme des flèches (1926)
- Adan Buenosayres (1948)
- Le banquet de Severo Arcangelo (1965)

Leopoldo Marechal (Buenos Aires, 11 juin 1900 — Buenos Aires, 26 juin 1970) est un écrivain argentin, à la fois poète, romancier, dramaturge, essayiste. Son roman Adan Buenosayres est considéré comme un sommet de la littérature argentine.

## Biographie

### La jeunesse
Né à Buenos Aires dans le quartier populaire d'Almagro, élevé ensuite dans le quartier de Villa Crespo qu'il utilisera tout au long de son œuvre future, il passe les étés de son enfance à Maipu, dans la pampa argentine, où les enfants de la région lui donnent le surnom de Buenosaires.
Sa jeunesse de poète au sein des revues d'avant-garde, aux côtés de Jorge Luis Borges, Oliverio Girondo et Roberto Arlt, a continué d'influencer ses œuvres suivantes, préoccupées par le décryptage mystique du monde moderne. Son théâtre, à travers mythes ou tableaux de mœurs, ses romans, fresques baroques, sa poésie, se caractérisent par une expérimentation formelle et une recherche à travers le "comique angélique" du monde des symboles éternels de l'Absolu.
C'est au cours des années 1920 qu'il publie, tout en collaborant à la revue Martin Fierro, son recueil Jours comme des flèches (Dias como flechas), caractéristique de l'avant-garde, où les images baroques et inattendues, l'irrégularité du vers, reflètent toute l'activité révolutionnaire de l'époque. Leopoldo Marechal s'engage dans des controverses techniques, contre Leopoldo Lugones par exemple; il apprend de Macedonio Fernandez et l'aide à publier. Puis en 1929 Odes pour l'Homme et la Femme présente un nouvel équilibre entre classicisme et modernité dans les vers. Ce passage par la revue et les rencontres avec ses pairs en poésie nourrissent au fil du temps à la fois une nostalgie (qui s'exprimera dans son plus fameux roman) et une critique au regard de ses exigences mystiques.

### Littérature et politique
La trajectoire du jeune poète primé, reconnu internationalement, invité en Europe, est ensuite marquée littérairement par le scandale déclenché par son roman démesuré, épique et comique : Adan Buenosayres, en 1948. Cette épopée en prose, retraçant trois journées d'un jeune poète de Buenos Aires avant sa mort décrit également la jeunesse artiste de l'Argentine des années 1920, visite toutes les couches sociales de la ville, des salons bourgeois aux rues populaires, et suit un groupe d'amis (où l'on peut reconnaître Borges, Scalabrini Ortiz, le peintre Xul Solar) dans des aventures satiriques au bordel, ivres et érudits aux champs, dans une veillée funèbre, etc. Reprenant comme Joyce la trame symbolique de l'Odyssée d'Homère, cette aventure est complétée d'une visite à la cité de Cacodelphie, enfers imaginés par le personnage de Schultze, ami du héros, qui reprend étape par étape les situations et les personnages du roman, mais transposés.
Publié dans l'indifférence, durement critiqué par certains de ses anciens amis du monde des lettres, le roman de Marechal pâtit surtout de l'engagement de l'auteur auprès du gouvernement du général Juan Domingo Peron, qui mène le pays pendant plusieurs années et s'attaque entre autres aux représentants de la culture, renvoyant, menaçant, arrêtant et retenant de nombreux opposants au régime, ou de simples suspects d'opposition. La rupture est complète entre Marechal et Borges. Mais Marechal a toujours vu son travail d'écrivain, de poète, comme une expression de l'esprit national, et l'engagement politique, populaire ou populiste, est assumé même après la chute de Péron. À la fin de sa vie, Marechal va même jusqu'à interpréter son existence comme le reflet crypté du destin de son pays.
Au début des années 1950 sont présentées pour la première fois sur les planches ses œuvres théâtrales, comme Antigona Velez, puis Les trois visages de Vénus. Marechal consacre au théâtre de nombreuses années de travail et écrit de nombreux textes (comédies de mœurs, réécriture de mythes, drames symboliques, mystères, farces mythologiques, saynètes philosophiques), la plupart demeurent inédits de son vivant et quelques-uns continuent de n'exister que sous forme manuscrite. La plus célèbre de ses pièces, écrite à la suite de la lecture et de la traduction de l'Antigone de Cocteau, est Antigona Velez, autre transposition du mythe grec, cette fois déplacé dans la pampa argentine sur fond de guerres indiennes. Après ce succès, on monte sa comédie Les trois visages de Vénus, dans laquelle, à un rythme de plus en plus rapide et délirant, les projets fous d'un professeur pensant pouvoir créer une femme idéale par une éducation circonscrite engendre toutes sortes de conséquences désastreuses autour de lui. Sa "femme parfaite" se rebelle et s'enfuit avec son secrétaire, son meilleur ami sombre dans la folie pour reconquérir son épouse et la fait basculer dans une soumission larvaire, enfin le professeur se retrouve seul, inconscient de ses erreurs profondes, et menace de les perpétuer. On doit aussi à Marechal, entre autres, une pièce sur le mythe de Don Juan, un Don Juan vieilli et pénitent. Une farce sur un épisode de l'Odyssée, baptisée Polyphème. Un drame satirique, Alijerandro.

### Les dernières années
Marginalisé encore longtemps au sein du milieu littéraire argentin à cause de ses engagements (soutien de Péron, et plus tard saluant dans la révolution cubaine les valeurs originelles défendues par le Christ), il ne retrouve l'aura de sa jeunesse qu'à la publication de ses œuvres longuement mûries, et grâce à l'admiration d'auteurs comme Julio Cortázar.
En 1965, il publie un second roman : Le banquet de Severo Arcangelo. De nouveau, c'est un récit riche, foisonnant, se tenant sur un plan réaliste et métaphysique. Véritable initiation spirituelle, le lecteur découvre comment, alors qu'il allait tenter de se suicider, Lisandro Farias a été détourné de son geste irréparable pour servir à la préparation d'un étrange banquet. Tout dans ces préparatifs est mystérieux, depuis l'identité des invités jusqu'au lieu du festin, et à ces énigmes s'ajoute une galerie de personnages extraordinaires, ridicules ou terrifiants. Cette fois, c'est le succès. Le livre est réimprimé, commenté, salué, et Marechal jouit tardivement d'une reconnaissance et d'un intérêt pour ses publications passées. De jeunes écrivains lui rendent visite comme à un maître, des entretiens sur son art et ses conceptions paraissent en librairie. Sur l'Histoire il s'exprime ainsi : « L'histoire n'est pas une science; elle est l'art de présenter une face propre et cacher un cul sinistre ». Quant à l'engagement de l'artiste, il l'a toujours pensé irrémédiable : « Tout écrivain, par le simple fait de l'être, est déjà engagé: engagé ou bien dans une religion, ou bien dans une idéologie politico-sociale, ou bien dans une trahison envers son peuple, ou bien dans une indifférence ou un somnambulisme individuel, coupable ou non coupable ».
Son dernier roman, très attendu, Mégaphon, ou la guerre, est en cours d'impression lorsqu'il s'éteint, en 1970. Le héros du livre, un autre habitant de Villa Crespo comme tous les principaux protagonistes de ses romans, ancien arbitre du Club de boxe, tente de sortir une femme, Lucia Febrero, d'un bordel au bord du Tigre. Il doit lutter contre le ténébreux propriétaire de l'établissement. Mais comme dans chaque roman de Marechal, la lutte est surtout intérieure, et toute action terrestre n'est que le signe d'un combat plus élevé, spirituel et métaphysique.
De l'ample œuvre et du travail constant de Marechal, de son examen approfondi du monde moderne et de son souhait d'y retrouver, caché, les voies du Salut, on peut sans doute trouver une synthèse ou un indice dans un vers de son recueil Labyrinthe d'amour: "De todo laberinto se sale por arriba", "De tout labyrinthe on se sort par le haut".

## Œuvres

### Roman
- Adan Buenosayres,1948.
- Le banquet de Severo Arcangelo, 1965.
- Mégaphon, ou la guerre, 1970.

### Théâtre
- Antigona Velez, créé en 1951. Il s'agit d'une réécriture du mythe d'Antigone transposée dans la pampa argentine, sur fond de guerres indiennes.
- Les trois visages de Vénus, créé en 1952. Une comédie sur les ambitions de contrôle des hommes sur les femmes.
- La bataille de José Luna, 1967.
- Don Juan, publication posthume en 1978. Drame en trois actes.
- Des saynètes: Le Surhomme, Athanor, publication posthume en 1998.
- Alijerandro, publication posthume en 2012.
- Polyphème, publication posthume en 2016.

### Poésie
- Jours comme des flèches, 1926.
- Odes pour l'Homme et la Femme, 1929.
- Labyrinthe d'amour, 1936.
- Cinq poèmes australs, 1937.
- Le centaure, 1940.
- Sonnets à Sophie, 1940.
- Heptaméron, 1966.
- Le poème de Robot, 1966.

### Essai
- Histoire de la rue Corrientes, 1937.
- Descente et Montée de l'Âme devant la Beauté, 1939.
- Cahier de navigation, 1966.

### Œuvres traduites en français
- Poèmes, introduction, sélection et traduction de Bernard Sesé, Paris, Centre culturel argentin, coll. Nadir, 1985.
- Le Banquet de Severo Arcángelo [« El banquete de Severo Arcángelo »], Paris, Éditions Gallimard, coll. « La Nouvelle Croix du Sud », 1993, 368 p.  (ISBN 978-2-07-072938-8). Roman.
- Adan Buenosayres [« Adan Buenosayres »], Paris, Éditions Grasset et Fasquelle, 1995, 605 p.  (ISBN 978-2-246-47661-0) - Rééd. 2014. Roman.